# محمد بهرامی خوشکار

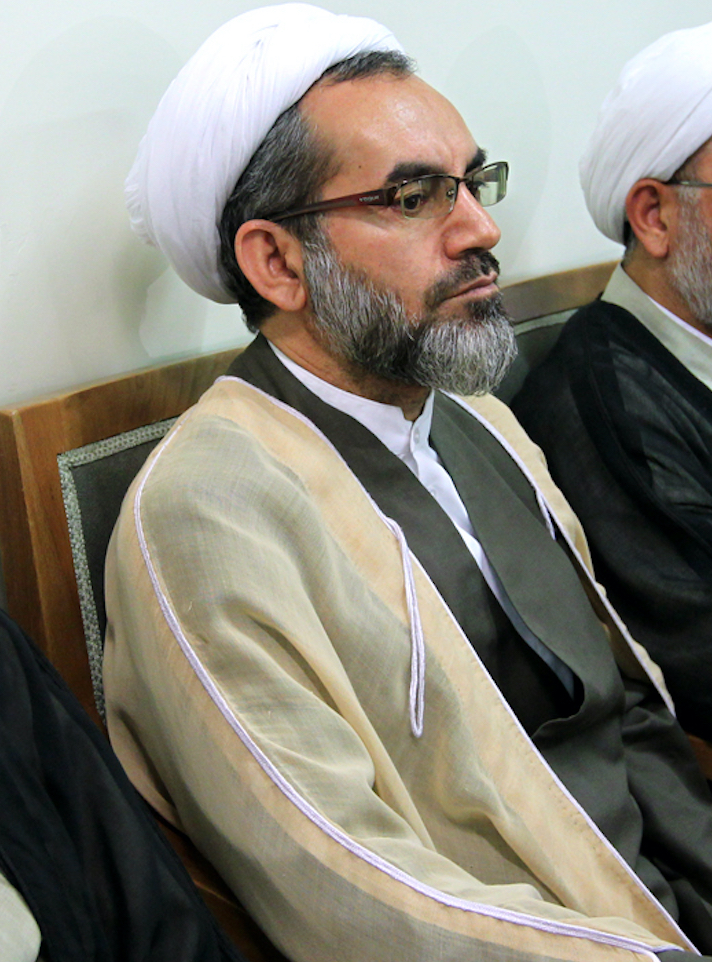
محمد بهرامی خوشکار

محمد بهرامی خوشکار (زاده ۱۳۴۱ در روستای خوشکار، شهرستان بافت استان کرمان) فقیه و شیعه‌مذهب و نماینده مردم کرمان در دوره‌های چهارم و پنجم مجلس خبرگان رهبری است. او عضو هیئت علمی مدرسه عالی شهید مطهری است.

## تحصیلات حوزوی

### اساتید
- آیةالله اوسطی
- آیةالله محمد حسن مرعشی
- آیةالله مجتبی تهرانی
- آیةالله امامی کاشانی
- آیةالله خامنه ای

## تالیفات[۱]
- قواعد ارث در قانون مدنی و فقه امامیه
- قاعده «الحدود تدرء بالشبهات»
- قضاوت زن در اسلام
- شهادت زن در اسلام
- حقوق تعهدات
- تحلیل کیفیت استناد به حدیث رفع
- رساله ای در اجاره
- رساله ای در بیع بین‌المللی
- معرفت روایت و راوی در علم درایه و رجال
- بررسی روایات استصحاب از نظر سند و دلالت